# Morrinsville

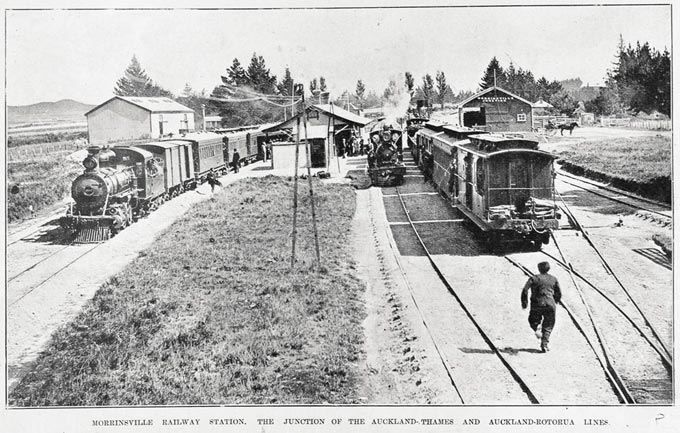
Bahnhof Morrinsville (1902)

Morrinsville ist eine Stadt im Matamata-Piako District der Region Waikato auf der Nordinsel von Neuseeland.

## Namensherkunft
Ursprünglich unter dem Namen Morrins Landing bekannt, wurde der Ort später nach den beiden Siedlern Thomas und Samuel Morrin in Morrinsville umbenannt.

## Geographie
Die Stadt befindet sich rund 26 km südöstlich von Hamilton und 20 km südwestlich von Te Aroha am Piako River. Im Osten liegen die vom Piako sowie Waitoa River durchströmten Hauraki Plains.

## Geschichte
Bevor Europäer in die Gegend um das heutige Morrinsville kamen, war das Land von dem Māori-Stamm der Ngati Haua besiedelt. Als erster Europäer ist John Johnson zu nennen, der als Händler Zugang zu den Einheimischen fand. Einige wenige Siedler folgten in den 1870er Jahren, darunter Thomas Morrin, der 1873/74 Land, das als Kuranui No 1/2 Block bezeichnet wurde, kaufte und später noch weitere Areale dazu erwarb. Er errichtete das Lockerbie Estate, gründete eine Schmiede und errichtete weitere Gebäude. Zur gleichen Zeit eröffnete das Jolly Cripple Hotel und 1876 das Postoffice des Ortes. Eine Schule folgte im Jahr 1877 und der erste Kirchenbau 1881. 1884 erreichte der Eisenbahnbau die Stadt und im Oktober wurde die Eröffnung des Bahnhofs gefeiert. Am 8. Januar 1908 erhielt der Ort per öffentliche Bekanntmachung den Status eines Town District und am 9. Mai 1911 wurde erstmals der Morrinsville Star publiziert. 1921 erhielt der Ort den Stadtstatus verliehen.
In den 1920er Jahren eröffneten zwei Fabriken in der Stadt, die Morrinsville Dairy Company und die New Zealand Dairy Company, und unterstrichen damit die Bedeutung der Milchwirtschaft des Umlandes. In den 1960er Jahren wurde die Kiwi Fertilizer Works gegründet, ein Unternehmen der Düngemittelindustrie.

## Bevölkerung
Zum Zensus des Jahres 2013 zählte der Ort 6999 Einwohner, 6,0 % mehr als zur Volkszählung im Jahr 2006.

## Wirtschaft
Morrinsville ist das Dienstleistungs- und Handelszentrum der Region, in der bevorzugt Milchwirtschaft betrieben wird. In der Stadt befinden sich Hersteller von Düngemittel und Viehfutter, ein Pilzzuchtbetrieb, Unternehmen der Holzverarbeitung sowie Hersteller von Beton- und Kunststoffprodukten. Ebenso sind Unternehmen anzutreffen, die Getreide und Fleisch verarbeiten. Des Weiteren ist Morrinsville ein Zentrum des Viehhandels.

## Infrastruktur

### Straßenverkehr
Durch Morrinsville führt der New Zealand State Highway 26, der die Stadt auf direktem Weg mit Hamilton im Südwesten und Te Aroha im Nordosten verbindet. Ein weitverzweigtes Netz von Landstraßen und untergeordneten Straßen verbinden die vielen kleinen Siedlungen und Farmen des Umlandes mit der Stadt.

### Schienenverkehr
Durch die Stadt führt die East Coast Main Trunk Railway, eine Bahnstrecke, die Hamilton an der North Island Main Trunk Railway mit der Region Bay of Plenty verbindet. Ursprünglich verlief die Strecke von Morrinsville weiter nach Osten. Im Bahnhof Morrinsville setzte die Thames Valley and Rotorua Railway Company mit einer Strecke nach Süden an, die auf Rotorua zielte. Diese wurde später verstaatlicht und auch für die Neutrassierung der East Coast Main Trunk Railway mit dem Kaimai-Tunnel genutzt, die 1978 in Betrieb ging. In der Folge wurde dann einige Jahre später die alte Trasse der East Coast Main Trunk Railway östlich von Morrinsville aufgegeben. Der Personenverkehr wurde auch auf der neuen Strecke 2001 eingestellt. Seitdem gibt es planmäßig nur Güterverkehr.

## Persönlichkeiten
- Stephanie Foster (* 1958), Ruderin
- Racquel Sheath (* 1994), Radsportlerin
- Anja Barugh (* 1999), Freestyle-Skierin